# Physalis glutinosa
Physalis glutinosa är en potatisväxtart som beskrevs av Diederich Franz Leonhard von Schlechtendal. Physalis glutinosa ingår i släktet lyktörter, och familjen potatisväxter. Utöver nominatformen finns också underarten P. g. eximia.